# Romaric Belemene
Judicaël Romaric Belemene Dzabatou (Pointe-Noire, 19 febbraio 1997) è un cestista della Repubblica del Congo di formazione spagnola.